# Ylä-Vehkajärvi
Ylä-Vehkajärvi är en sjö i kommunen Sysmä i landskapet Päijänne-Tavastland i Finland. Sjön ligger 80,6 meter över havet. Arean är 1,12 kvadratkilometer och strandlinjen är 7,87 kilometer lång. Sjön  ingår i Kymmene älvs huvudavrinningsområde.   Den ligger omkring 59 km norr om Lahtis och omkring 150 km norr om Helsingfors. 
I sjön finns öarna Mansikkasaari och Raatosaari. 
Sjön ligger norr om Sysmä.